# Lander (Meeresforschung)

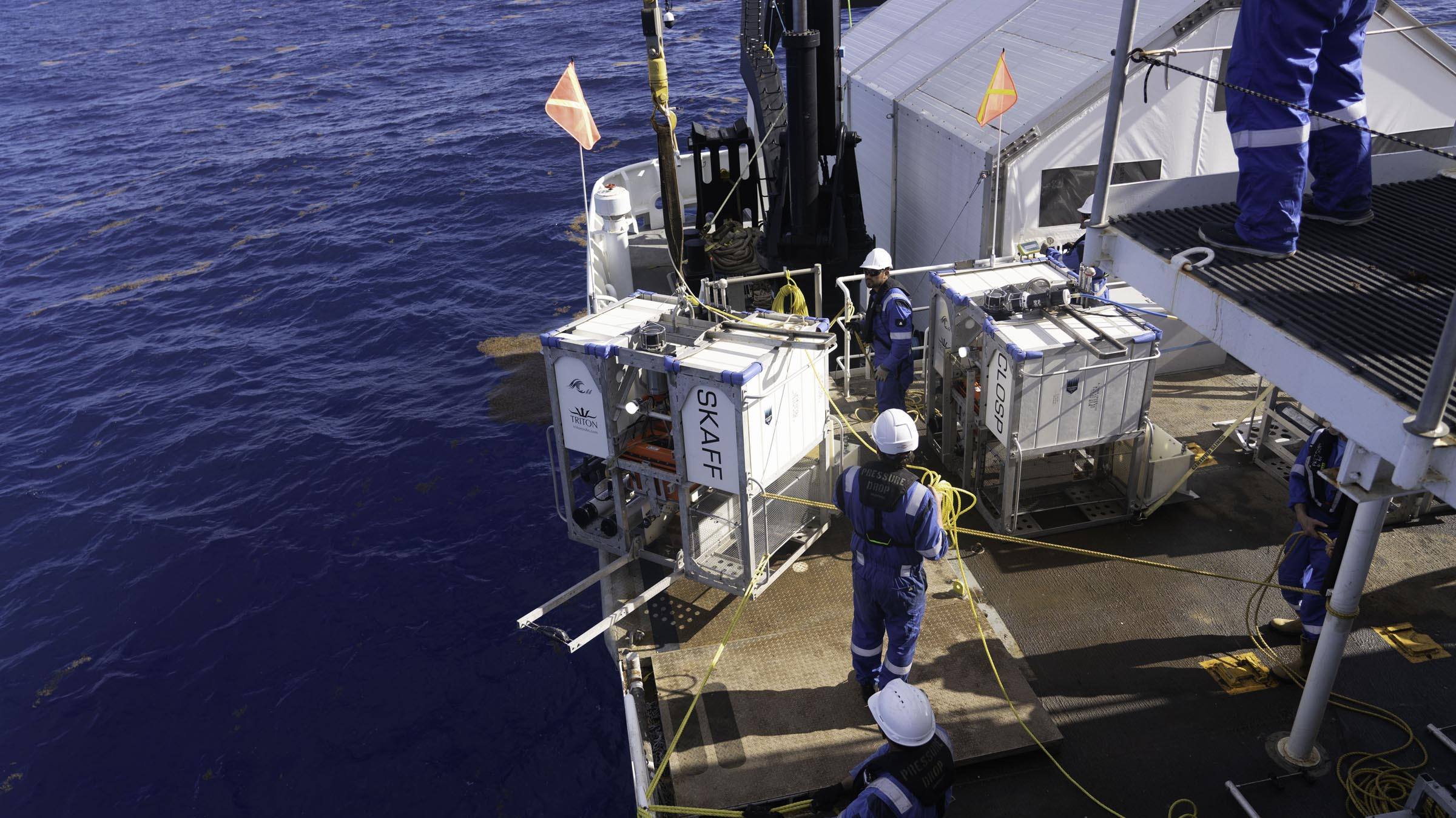
Tiefsee-Lander der Five Deeps Expedition

Ein Lander ist ein unbemanntes Forschungsgerät zur Erforschung der Tiefsee.
Lander werden von Bord eines Forschungsschiffes über dem Einsatzort auf den Meeresboden abgesetzt und werden durch Ballastgewichte zum Meeresboden gezogen (so genannte Freifall-Geräte oder Bottom-Lander). Einige Geräte können auch zielgenau zum Einsatzort geschleppt und dann abgesetzt werden. Zum Auftreiben nach Beendigung der Messungen werden die Gewichte fernakustisch ausgelöst und das Gerät treibt mit Hilfe von Auftriebskugeln zur Meeresoberfläche auf, wo es vom Forschungsschiff wieder aufgenommen wird. Sie sind autonome Trägersysteme und können zur Messung und Aufzeichnung von Werten eingesetzt werden und zur Aufnahme von Proben. Sie können bis in 6000 Meter Tiefe (oder mehr wie bei Limiting Factor) eingesetzt werden.
Der erste deutsche Tiefsee-Lander wurde im Jahr 1986 vom Forschungsschiff Meteor im Nordatlantik eingesetzt und war bis 1991 im Einsatz.